# روبرت غاريوت
روبرت غاريوت (بالإنجليزية: Robert Garriott) هو مهندس أمريكي، ولد في 7 ديسمبر 1956.